# Estação Gávea
A Estação Gávea / PUC é uma futura estação da linha 4 do metrô do Rio de Janeiro. Localizada no subsolo do estacionamento da Pontifícia Universidade Católica do Rio de Janeiro (PUC-Rio), a estação contará com dois acessos: um na avenida Padre Leonel Franca, em frente à universidade, e outro na rua Marquês de São Vicente, junto ao ginásio da PUC. Suas obras encontravam-se paralisadas, sem alguma previsão de retomada. Foi a única estação da linha 4 a não ser inaugurada na abertura das Olimpíadas.
Para sua conclusão, seriam necessários mais R$ 700 milhões, que seriam utilizados tanto para o término da estação quanto para escavar um túnel de 1,2 km que ligará os bairros do Leblon e da Gávea. Segundo Pezão, foram executados cerca de 48% das obras previstas.
Suas obras foram retomadas em abril de 2025, após um acordo entre o governo do estado e a concessionária Metrô Rio. O novo prazo de inauguração é para março de 2028.

## Obras
O projeto inicial previa que fossem construídas duas plataformas independentes em desnível, de modo a permitir, sem necessidade de fechamento da estação, futuras expansões da linha 1 (que passaria a ligar a estação Uruguai, na Tijuca, diretamente à Gávea, tornando-se circular) e da própria linha 4, que alcançaria o centro da cidade, passando por bairros como Jardim Botânico e Humaitá. Após revisões do planejamento que incluíram a constatação de que seria necessário desviar o rio Rainha - que corta o campus da PUC-Rio - a concessionária responsável pelas obras anunciou alteração no projeto, de modo que a estação contará com plataformas paralelas, construídas em um só nível. Como os trilhos serão independentes, o benefício às futuras expansões será mantido.
A estação Gávea foi a última das estações da linha 4 a começar a ser construída. A instalação do canteiro de obras correspondente, que ocupa parte do estacionamento da PUC, começou no dia 12 de julho de 2013, cerca de cinco meses após a montagem de outro canteiro no campo de futebol da universidade, este destinado à escavação de túneis.
Sua inauguração, inicialmente prevista em 2016 junto com as demais estações da Linha 4, foi sendo sucessivamente adiada. Atualmente, as obras da estação encontram-se paralisadas.
Em 2017, o governador do Rio de Janeiro, Luiz Fernando Pezão, solicitou ao Tribunal de Contas do Estado do Rio de Janeiro (TCE-RJ) autorização para a retomada das obras da estação. Porém nada ocorreu.
Em 2023, o governo do Rio de Janeiro e a concessionária Metrô Rio assinaram um acordo para a conclusão das obras da estação Gávea.
Em abril de 2025, após 5 adiamentos, o governador do Rio de Janeiro, Cláudio Castro, assinou um novo contrato com o MetrôRio para a retomada das obras da estação, paralisadas desde 2015. O acordo prevê um investimento de R$ 600 milhões por parte do MetrôRio e um repasse de R$ 97 milhões pelo Governo do Estado, com a nova promessa de entrega sendo março de 2028.
 

Durante a cerimônia de assinatura, atendendo a um pedido do reitor da Pontifícia Universidade Católica do Rio de Janeiro (PUC-Rio), Padre Anderson Antônio Pedroso S.J., o governador anunciou que a estação passará a se chamar "Gávea / PUC", em homenagem à universidade localizada nas proximidades.